# 扁鰺
扁鰺（學名：Pomatomus saltatrix），又名藍魚或藍鯥，被IUCN列為易危保育類動物，是一種非常受歡迎的游釣魚。它們是扁鰺科下的唯一物種。在南非誇祖魯-納塔爾省，扁鰺是被禁止商業性出售，且在10月至11月為休漁期。

## 特徵
扁鰺是中等大小的魚類，尾巴開叉及很闊。第一背鰭及胸鰭向後折疊成凹坑。背部呈灰藍綠色，逐漸向兩側及腹部變白。上下顎各有單列牙齒，牙齒大小一致及呈刀狀，非常鋒利。它們一般長18厘米及重9公斤，最重可達18公斤。

## 分佈及棲息地
扁鰺分佈在東太平洋以外的熱帶及溫帶海域，且是會遷徙的。在西大西洋，它們分佈在阿根廷至加拿大新斯科舍。它們也分佈在非洲對出海域，與及地中海及黑海。它們一般會在海灣及沙質海床的水域生活。正在遷徙的可以游到水深達60米的地方。視乎水溫及大氣壓力，扁鰺可以分佈在整個水柱的任何地方。

## 北美洲遷徙模式
扁鰺於冬天是會生活在佛羅里達州對出海域。到了4月它們就會向北遷徙，6月到達麻薩諸塞州。若當年的數量豐富，它們可以向北遷徙至新斯科舍。10月，它們就會離開新英格蘭海域向南遷徙。它們全年都會生活在墨西哥灣。

## 生命歷史
扁鰺的魚苗只有浮游動物的大小，隨波逐流。它們的產卵習性不詳。在西北大西洋最小有兩個群落，以北卡羅來納州哈特拉斯角（Cape Hatteras）為界。墨西哥灣暖流會將魚苗由哈特拉斯角南部帶往北部，並回流至大西洋中部及新英格蘭。扁鰺的數量具有周期性，於10年或更長時間內數量可以變化得很大。

## 食性及天敵
扁鰺主要吃鯡魚及其他像沙丁魚的魚類、斜紋犬牙石首魚、石鱸科、鯷科、蝦及魷魚。扁鰺帶有極度的攻擊性，經常追著魚餌不放，甚至被沖上沙灘。數千條扁鰺會在細小的空間中一起攻擊魚群，彷彿洗衣機般攪動海水。
扁鰺會同類相食的。有些學者認為正是這類行為，它們傾向與大小差不多的同類組成魚群。大小相近的扁鰺游泳速度相同，消耗的能量也相同，故此食物需求也相同。它們整個生命周期也有天敵：幼體的天敵會是銀花鱸魚、大西洋牙鮃、犬牙石首魚、鮪魚、鯊魚、鰩目及海豚等海洋掠食者；成體則會被鮪魚、鯊魚、旗魚、海豹、海獅、海豚、鼠海豚等掠食。

## 管理
扁鰺是很受歡迎的游釣魚，曾一度過度漁獵，不過現時未有限制捕獵它們。

## 可食用性
扁鰺具有很高的商業價值，其獨特味度吸引一些食客，但也令人生厭。扁鰺需要去腸及冰鎮，並新鮮食用。若不立即處理，其肉很快變軟及變灰。幼魚很適合食用。魚柳一般都會去皮，位於魚皮及體側線的深紅部份非常美味。扁鰺有多種烹調方法，例如煙燻。
其中一種改善扁鰺味道的方法是儘快放血。做法是在下前鰭處割開，一直到口的底部。也有建議切開尾巴與身體接觸處。
扁鰺作為頂級掠食者及是會遷徙的，故很容易積聚多種毒素，如多氯聯苯及汞。6歲以下小童、孕婦或接受治療的女士食用扁鰺要留意其風險。

## 其他用途
扁鰺會被用來作為垂釣鮪魚、鯊魚、旗魚的魚餌。

## 相似物種
扁鰺是扁鰺科下唯一物種。鯥科的物種曾經分類在此科下，現已獨立了出來。

## 外部連結
- 扁鰺的生命周期
- 扁鰺相片